# Claudio Golinelli
Claudio Golinelli (Placência, 1 de maio de 1962) é um desportista italiano que competiu no ciclismo na modalidade de pista, especialista nas provas de velocidade individual e keirin.
Ganhou oito medalhas no Campeonato Mundial de Ciclismo em Pista entre os anos 1987 e 1991.

## Medalheiro internacional
| Campeonato Mundial | Campeonato Mundial    | Campeonato Mundial | Campeonato Mundial        |
| Ano                | Lugar                 | Medalha            | Competição                |
| ------------------ | --------------------- | ------------------ | ------------------------- |
| 1987               | Viena ( Áustria)      | Medalha de prata   | Keirin (P)                |
| 1987               | Viena ( Áustria)      | Medalha de bronze  | Velocidade individual (P) |
| 1988               | Gante ( Bélgica)      | Medalha de ouro    | Keirin (P)                |
| 1989               | Lyon ( França)        | Medalha de ouro    | Velocidade individual (P) |
| 1989               | Lyon ( França)        | Medalha de ouro    | Keirin (P)                |
| 1990               | Maebashi ( Japão)     | Medalha de prata   | Velocidade individual (P) |
| 1990               | Maebashi ( Japão)     | Medalha de bronze  | Keirin (P)                |
| 1991               | Stuttgart ( Alemanha) | Medalha de prata   | Keirin (P)                |